# زيزوية
زيزوية (الاسم العلمي: Cicadinae)، فُصيلة حشرات من نصفيات الأجنحة وفصيلة الزيزية. أنواعها عديدة.